# Thierry Salomon
Pour les articles homonymes, voir Salomon.
Thierry Salomon est un ingénieur énergéticien né en 1954. Il est l'un des promoteurs en France du concept de négawatt, ancien président et actuel vice-président et porte-parole de l'association négaWatt.

## Parcours professionnel
À la fin de ses études à l'École catholique d'arts et métiers de Lyon, Thierry Salomon fonde en 1978 et dirige jusqu’en janvier 2005 l'association Gefosat (membre du Réseau CLER), qui en France et dans les pays du Sud travaille à promouvoir les énergies renouvelables et les économies d’énergie.
De 2001 à début 2020, il est cofondateur et responsable-développement d'IZUBA énergies, une société coopérative (SCOP) qui réalise des études d’optimisation énergétique (maîtrise de l’énergie, bioclimatique, énergies renouvelables) et développe des logiciels spécialisés dans l'aide à la conception des bâtiments et des quartiers par leur simulation énergétique dynamique et l'évaluation de leur impact environnemental (Pleiades) et l’analyse des consommations d’énergie (DialogIE). Thierry Salomon intervient principalement sur les études énergétiques, la recherche-développement, la formation et l’assistance à la maîtrise d’ouvrage, du bâtiment jusqu'à l’éco-quartier. Il est intervenu dans plusieurs formations spécialisées (INES Chambéry, ENSAM Aix, écoles d’architecture, Institut d'études politiques de Paris).
Depuis 2017, il pilote pour le compte de la Région Occitanie et de l'Ademe la réalisation du scénario énergétique "Région Occitanie à Énergie Positive" (REPOS Occitanie).

## Association négaWatt
Entre 2003 et 2014, Thierry Salomon a été président de l'association négaWatt, qui regroupe plus de mille adhérents dont plus de quatre cents experts et praticiens français de l’énergie, tous engagés pour un avenir énergétique s’appuyant sur le concept de négawatt (énergie économisée par une démarche de sobriété et d’efficacité énergétique) et sur un recours volontariste aux énergies renouvelables. Il est depuis 2014 vice-président et porte-parole de l'association.
Au sein de cette association, Thierry Salomon a coordonné le travail de l’équipe d’experts concernant l’élaboration des scénarios énergétiques publiés par l’association en 2003, 2006, et en septembre 2011, et a participé aux travaux du Grenelle de l’environnement.  Membre du "Groupe des experts" du débat sur la transition énergétique qui a lieu en France en 2013, il a été référent au sein de ce groupe sur la thématique "Sobriété et Efficacité". Sous sa présidence, l’action de l'association négaWatt a été récompensée en 2007 par le prix européen Eurosolar.
Il s'exprime régulièrement dans les médias sur les thématiques énergétiques,,,, notamment en prenant des positions contre les gaspillages d'énergie, les énergies fossiles et le nucléaire,.

## Publications
Thierry Salomon est coauteur du livre La Maison des négawatts (aux éditions Terre Vivante) qui, avec plus de 50 000 exemplaires, est un guide de référence des bonnes pratiques de l’énergie au quotidien.[réf. nécessaire]  Il a également publié en 2004 Fraîcheur sans clim’ (Terre Vivante), un ouvrage qui fait le point sur toutes les alternatives possibles à la climatisation.
En janvier 2012, plusieurs membres de l'association négawatt - dont Thierry Salomon - ont publié le Manifeste négaWatt, ouvrage de référence présentant et accompagnant le scénario négawatt 2011, réactualisé en 2015.
Un autre ouvrage, "Changeons d'énergies", paru en février 2013, se veut une introduction accessible à tous aux idées portées par l'association négawatt.
Il a également coordonné le livre Et nous vivrons des jours heureux (édition Actes Sud) publié par l'association #LesJoursHeureux dont il est l'actuel co-président.
Thierry Salomon écrit par ailleurs depuis 2005 un « billet d'humeur » régulier dans la revue La Maison écologique.

## Cinéma
Thierry Salomon est l'un des intervenants qui apparaissent dans le film documentaire Demain (France, 2015), de Cyril Dion et Mélanie Laurent.